# Велика епидемија тифуса у Србији 1915.
Велика епидемија тифуса у Србији је избила у зиму 1914/15. године током Првог светског рата, процењује се да је од 500 хиљада оболелих од пегавог тифуса умрло више од 150 хиљада лица. Епидемија је почела спорадично у децембру 1914. године током завршних борби у Колубарској бици, а развила се у јануару 1915. године да би достигла свој врхунац у фебруару, а окончана је на пролеће исте године, у мају месецу. Здравствена служба у Србији, у то доба, није била припремљена да се носи са размерама оволике епидемије. У тим тешким ратним околностима, српско санитетско особље је, уз помоћ, страних лекарских мисија, и других добровољаца неговало болесне и рањене. У јеку епидемије дневно је умирало више од 100 оболелих.